# Phryganea kolbi
Phryganea kolbi is een fossiele soort schietmot uit de familie Phryganeidae.